# Utricularia furcellata
Utricularia furcellata är en tätörtsväxtart som beskrevs av Oliver. Utricularia furcellata ingår i släktet bläddror, och familjen tätörtsväxter. Inga underarter finns listade i Catalogue of Life.